# Straßenbahn Ostrava
Die Straßenbahn Ostrava ist ein Straßenbahnbetrieb in Ostrava in Tschechien. Er ist heute nach Prag und Brünn der drittgrößte des Landes. Betreiber ist der Dopravní podnik Ostrava (Verkehrsbetrieb Ostrava; DPO).

## Geschichte

### Lokalbahn Přívoz–Mährisch Ostrau–Witkowitz

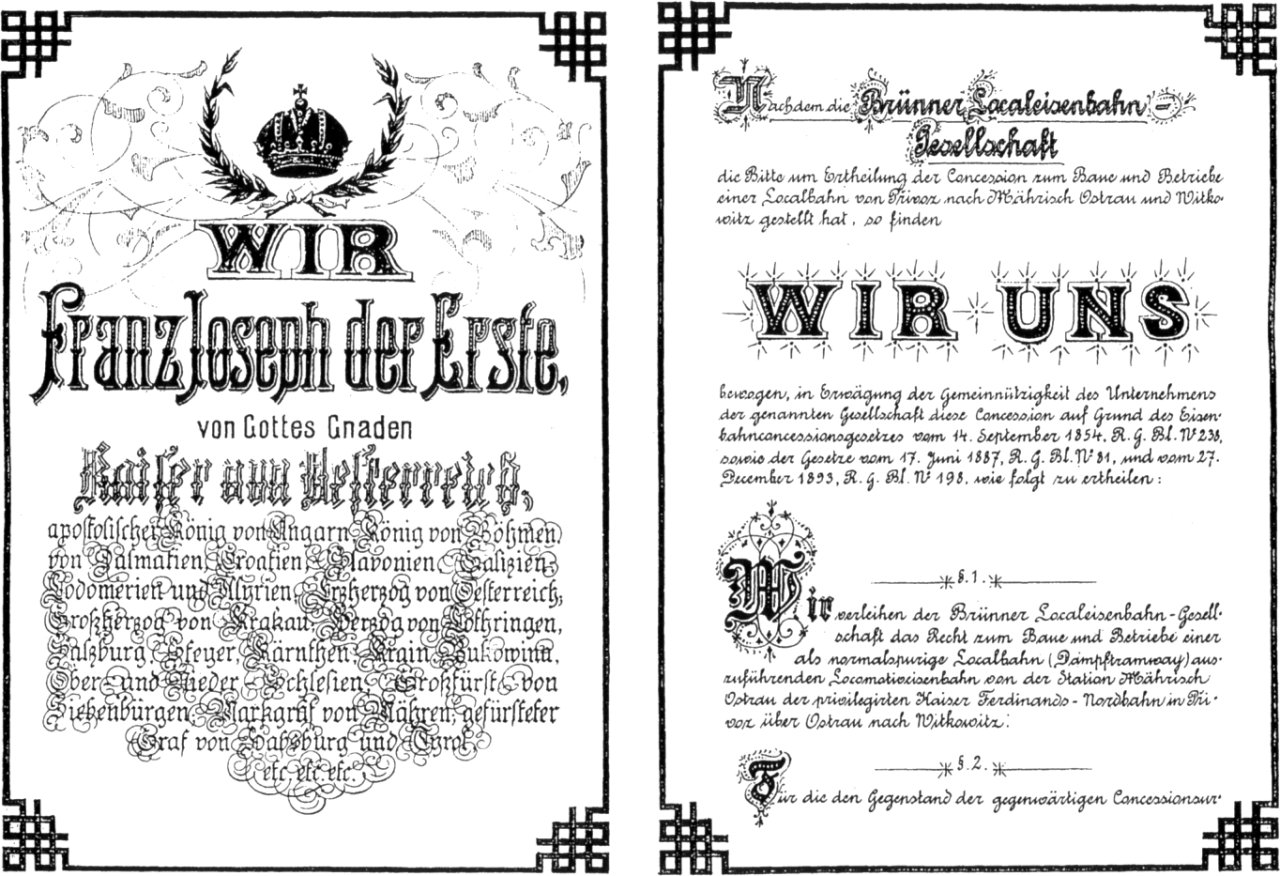
Konzession für die Lokalbahn Přívoz – Vítkovice aus dem Jahr 1894

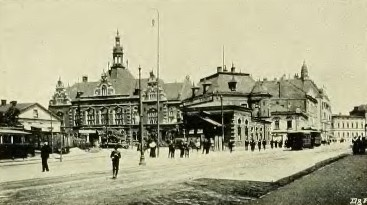
Bahnhof der elektrischen Lokalbahn (1911)

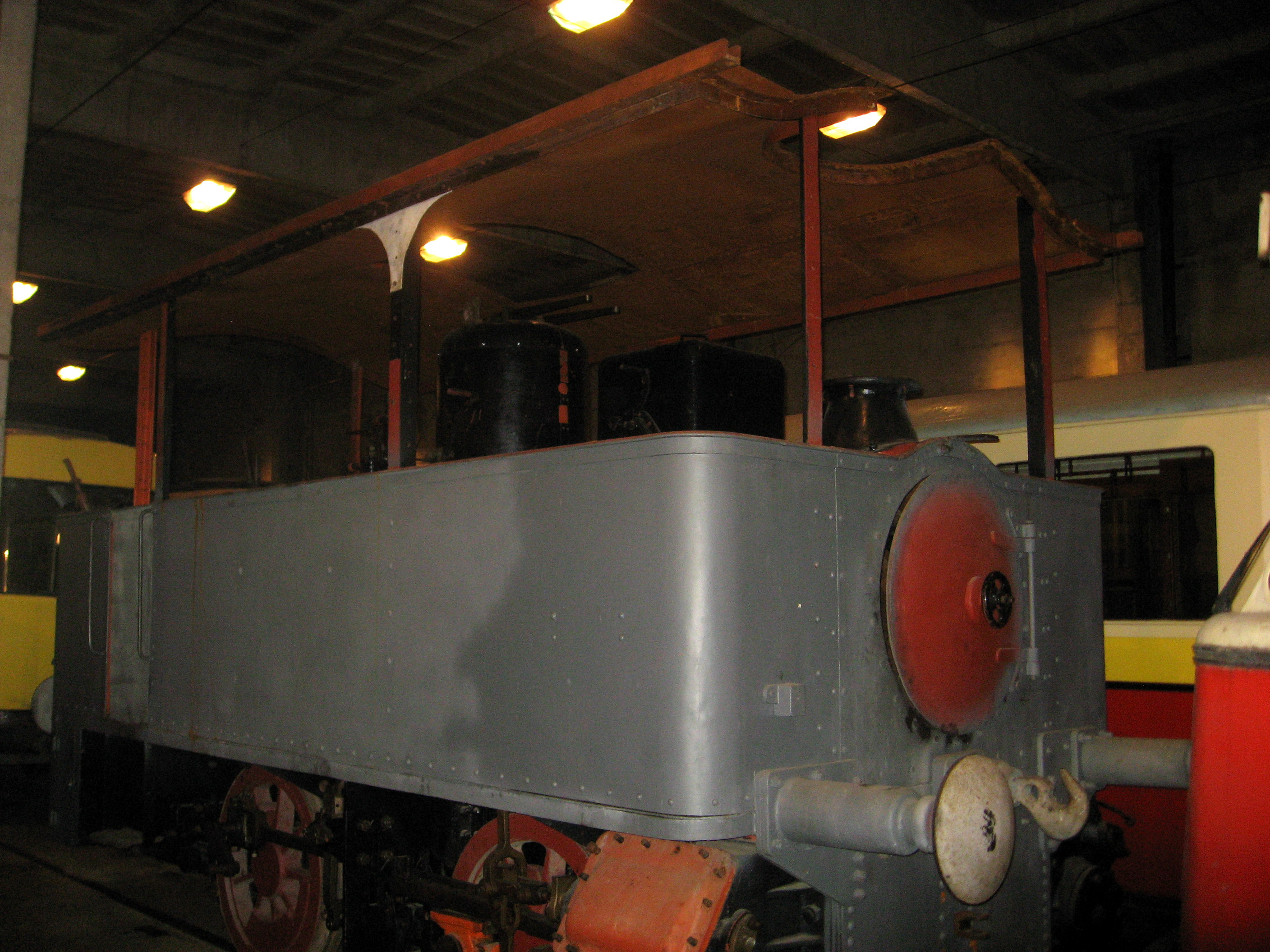
Dampflokomotive WITKOWITZ der BLEG aus dem Jahr 1894 im Technischen Museum von Brünn

Wie in anderen Städten war der Hauptgrund für den Bau der Straßenbahn die Entfernung von drei Kilometern zwischen der Innenstadt und dem Bahnhof in Přívoz (Oderfurt). Obwohl auf dieser Strecke bereits Pferdeomnibusse fuhren, reichten sie für die sich entwickelnde Kleinstadt nicht mehr aus. Im Jahr 1882 bot der Bürgermeister von Mährisch Ostrau Anton Lux eine Konzession für den Bau einer normalspurigen Dampfeisenbahn an, die vom Gasthof „Am grünen Baum“ (heute Hotel Palace) zum Bahnhof in Přívoz führen sollte. Obwohl eine sichere Rendite zu erwarten war und eine Grobplanung ausgearbeitet wurde, wurde das Projekt nicht realisiert.
Die Brünner Local-Eisenbahn-Gesellschaft (BLEG) erhielt am 27. Mai 1894 die Konzession „zum Baue und Betriebe einer als normalspurige Localbahn (Dampftramway) auszuführenden Locomotiveisenbahn von der Station Märisch Ostrau der privilegierten Kaiser Ferdinands-Nordbahn über Ostrau nach Witkowitz“. Am 18. August 1894 wurde die Strecke eröffnet. Den Betrieb führte die BLEG selbst. Auf der Strecke wurden vier Dampflokomotiven, 15 Personenwagen und sechs Güterwagen eingesetzt. Die Höchstgeschwindigkeit betrug außerhalb der Ortschaften 15 km/h und in den Ortsbereichen 10 km/h, die Fahrzeit für die Gesamtstrecke betrug 42 Minuten. Die erste Erweiterung des Netzes fand zwei Jahre später statt, als ein Abzweig zur Reichsbrücke (Říšský most, heute: Most Miloše Sýkory) eröffnet wurde. Im Jahr 1899 wurde der Betrieb auf der Strecke Moravská Ostrava – Lhotka – Hulváky aufgenommen.
Im Jahr 1897 baute das Unternehmen Ganz & Co. ein Elektrizitätswerk in Moravská Ostrava, später Moravskoostravské elektrářské akciové společnosti genannt. Unmittelbar danach wurde ein Konzept für die Elektrifizierung der beiden Strecken vorgelegt. Der regelmäßige Personenverkehr mit 15 elektrischen Straßenbahnwagen begann am 1. Mai 1901.
Im Dampfbetrieb wurden insgesamt 23 Wagen und 12 Straßenbahnlokomotiven eingesetzt, von denen einige noch bis 1922 in Betrieb waren, danach wurden elektrische Lokomotiven für Güterzüge eingesetzt. Die ersten 15 elektrischen Straßenbahntriebwagen wurden von der Maschinen- und Waggonfabrik Kasimir Lipiński im galizischen Sanok geliefert.

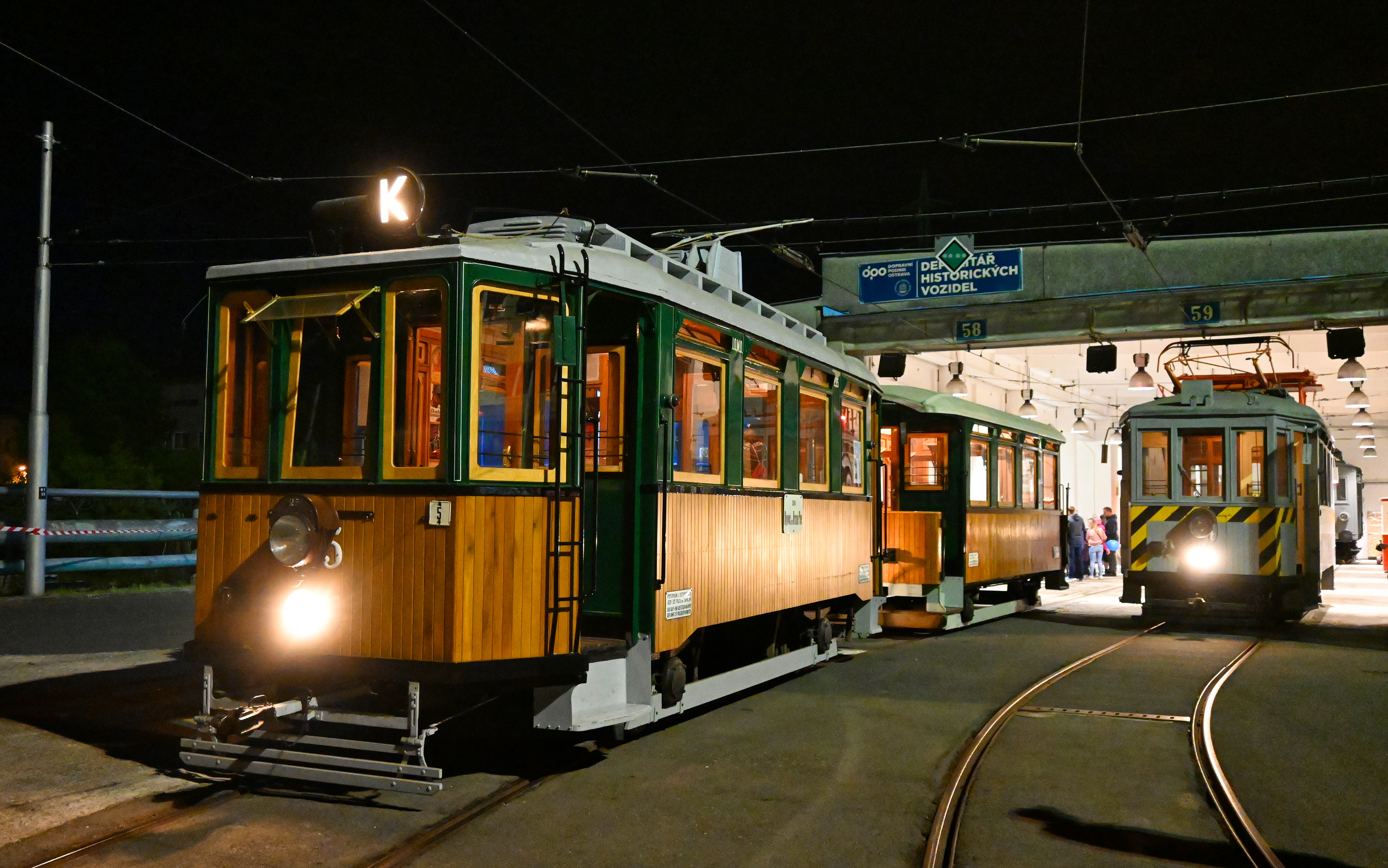
Wagen 25 der SMMD ist heute historischer Wagen der DPO (2022)

Das Straßenbahnnetz wurde schrittweise ausgebaut – im Jahr 1907 sogar um zwei Strecken, eine nach Svinov (Verlängerung von Hulváky), die zweite zwischen Mariánské Hory (Zištova-Straße) und Vítkovice. Im Jahr 1908 werden zum ersten Mal Linienkennzeichnungen benutzt:
- Přívoz Bahnhof – Vítkovice Werkshotel
- Ostravice-Brücke – Svinov
- Zištova-Straße – Vítkovice Werkshotel

Am 1. August 1911 wurden Firmierung und Sitz des Unternehmens von Brünner Local-Eisenbahn-Gesellschaft (BLEG) in Mährische Lokal-Eisenbahn-Gesellschaft (tschechisch Moravskoostravské místní dráhy) mit Sitz in Mährisch-Ostrau geändert (1920 wurde der Firmenname erneut in Společnost moravských místních drah SMMD geändert).
Jenseits der Landesgrenze in Schlesien entstand ab 1904 ein ausgedehntes Netz schmalspuriger, elektrischer Lokalbahnen, die Schlesischen Landeseisenbahnen. Verknüpfungspunkt im Reiseverkehr war die Reichsbrücke über die Ostrawitza. Übergangsreisende mussten dort die Landesgrenze zunächst zu Fuß überqueren, später wurden zwei Schmalspurlinien direkt nach Mährisch Ostrau geführt.
Am Beginn der 1920er Jahre begann der zweigleisige Ausbau der verkehrsreichsten Abschnitte. In diesem Zeitraum wurden auch mehrere neue Strecken gebaut, wie zum Beispiel in Richtung Vítkovice zum Městske lázně (Stadtbad) oder nach Zábřeh. Es wurde auch ein neuer Betriebshof Moravská Ostrava an der Křivá-Straße gebaut. Im Jahr 1926 wurde die Elektrifizierung der Strecke Svinov–Klimkovice vollendet, die 1911 als Eisenbahnstrecke gebaut und in den 1920er Jahren von der SMMD gekauft wurde.
Der Wagenpark wurde ständig ergänzt. Nach Ostrava kamen Fahrzeuge der Wagonfabrik Kopřivnice und der Královopolské strojírny (KPS) in Brünn. In den Jahren 1922 bis 1932 baute die SMMD in der eigenen Werkstatt 16 Triebwagen und 12 Beiwagen.
Das Münchner Abkommen veränderte 1938 die Grenzen der Tschechoslowakei, die Ostrava zum Großteil an Deutschland und Polen abtreten musste. Die neue Staatsgrenze zu Deutschland war jetzt die Oder. Die Straßenbahnlinie von Svinov nach Klimkovice war bis 1941 außer Betrieb. Die SMMD firmierte fortan deutsch als Mährische Lokal-Eisenbahn-Gesellschaft (MLEG). In dieser Zeit gab es nur geringfügige Streckenneubauten: von Zábřeh zur Kaserne im Wald Bělský les.

### Zeit des Sozialismus

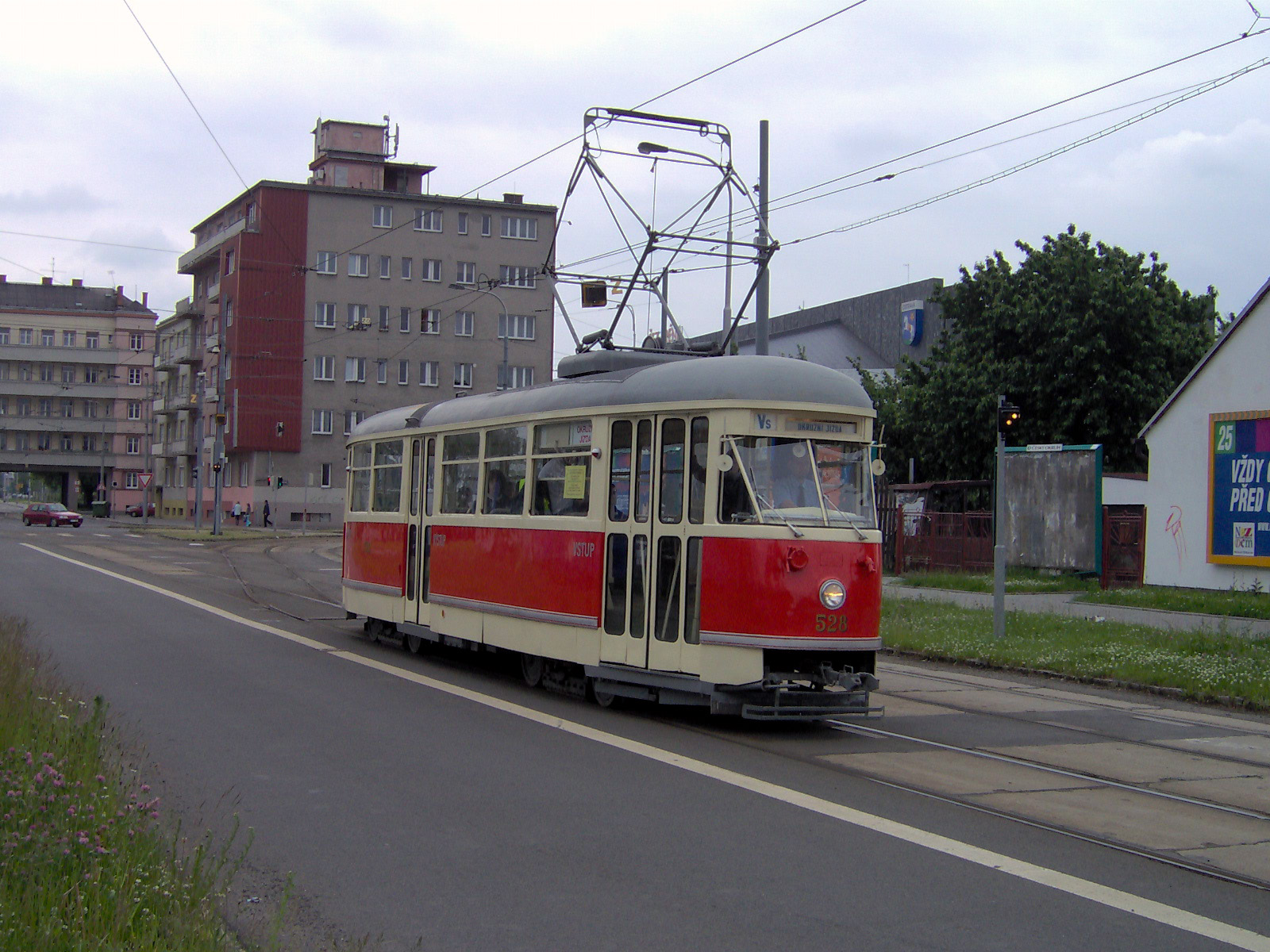
Historischer Wagen T1 an der Haltestelle Palkovského

Am 3. Januar 1947 entschied die Generalversammlung der SMMD, das Unternehmen zu liquidieren und das Eigentum auf die Stadt Ostrava zu übertragen. Im Mai 1949 wurde rückwirkend zum 1. Januar 1949 der Verkehrsbetrieb der Stadt Ostrava (Dopravní podniky města Ostravy; DPmO) gegründet, der das Eigentum der liquidierten SMMD übernahm. Am 1. Juli 1949 wurde die Lokalbahn Ostrau–Karwin (Místní dráha Ostrava–Karviná; MDOK) und am 1. Oktober 1949 die Schlesischen Landeseisenbahnen (Slezské zemské dráhy; SZD) übernommen und administrativ integriert.
Nach dem Krieg wurde die Bahnstrecke Ostrava-Svinov–Kyjovice-Budišovice elektrifiziert, die 1926 erbaut worden war. In den frühen 1950er Jahren wurden neue Wohnsiedlungen gebaut (vor allem in Zábřeh), wodurch neue Verkehrsbedürfnisse entstanden. Zunächst wurden Omnibuslinien eingerichtet, die später durch eine reguläre Straßenbahnverbindung ersetzt wurden. 1950 wurde auch die Eisenbahnstrecke Petřkovice–Hlučín von den Tschechoslowakischen Staatsbahnen übernommen, elektrifiziert und in das Straßenbahnnetz integriert. Als letzte Übernahme kamen zum 1. Juli 1953 noch die beiden öffentlichen Strecken von Vítkovice nach Zábřeh und Hrabová der Witkowitzer Werkbahn zur Straßenbahn Ostrava.
Im Zusammenhang mit dem Bau der Nová Huť Klementa Gottwalda (NHKG) wurde der Bau einer Straßenbahnstrecke für den Berufsverkehr notwendig. Der erste Abschnitt wurde 1953 fertiggestellt, der zweite ein Jahr später. Die neue normalspurige Strecke war zunächst nicht mit den anderen Strecken verknüpft. Zwischen Hranečník und Výstaviště verlief zunächst noch die schmalspurige Strecke der früheren Lokalbahn Ostrau–Karwin. Ab 1955 wurde die Schmalspurstrecke in diesem Abschnitt durch die DPmO stufenweise auf Normalspur umgebaut.
Eine weitere Neubausiedlung, die erschlossen werden musste, war die sozialistische Siedlung Poruba. Die Strecke wurde in mehreren Etappen gebaut. Am 19. Dezember 1958 wurde der Betrieb bis zur Haltestelle Pustkovecká aufgenommen, am 3. April 1960 wurde die Gesamtstrecke gemeinsam mit dem Betriebshof Poruba in Betrieb genommen.
Mitte der 1960er Jahre ergab sich durch den Bau des ČSD-Rangierbahnhofs Polanecká die Notwendigkeit, das Netz im Bereich Zábřeh umzugestalten. Die alten Strecken wurden unterbrochen und Umfahrungen mussten errichtet werden. Die erste Auswirkung war die Stilllegung der Strecke nach Pískový důl und von Mírova náměstí in Vitkovice über Jeremenkova und Lidicka zum Stadion der Eisenwerke Vitkovice.
Von 1943 bis 1951 wurden für die Erneuerung des Wagenparks 30 Triebwagen von Královopolská geliefert, weitere 19 wurden gebraucht von der Straßenbahn Prag übernommen. Als die Strecken der Witkowitzer Werkbahn integriert wurden, übernahm der Verkehrsbetrieb 16 Triebwagen (aus den Jahren 1934 bis 1953) und 19 Beiwagen (1922–1953) von der VZD. Bereits 1955 wurden die ersten Wagen vom Typ Tatra T1 (insgesamt 44 Wagen und einer ursprünglich aus Košice) nach Ostrava geliefert. Später folgten 100 Triebwagen vom Typ Tatra T2 (und sechs aus Ústí nad Labem) und 98 vom legendären Typ Tatra T3 (und einer aus Prag). Unikate blieben zwei Prototypen des Gelenktriebwagens Tatra K1 aus den Jahren 1965 bis 1968. Nur in geringer Zahl wurden in Ostrava die Gelenktriebwagen Tatra K2 angeschafft (8 Exemplare).
Der Betrieb auf den von den Schlesischen Landeseisenbahnen und der Lokalbahn Ostrau–Karwin übernommenen Schmalspurstrecken wurde nach anfänglichen Investitionen in neue Fahrzeuge und Streckenabschnitte in den 1960er Jahren stufenweise reduziert und am 1. August 1973 endgültig aufgegeben. Mit Ausnahme eines Abschnittes der Lokalbahn Ostrau–Karwin wurde keine der Strecken auf Normalspur umgebaut. Den Verkehr übernahmen neu eingerichtete Autobusverbindungen.

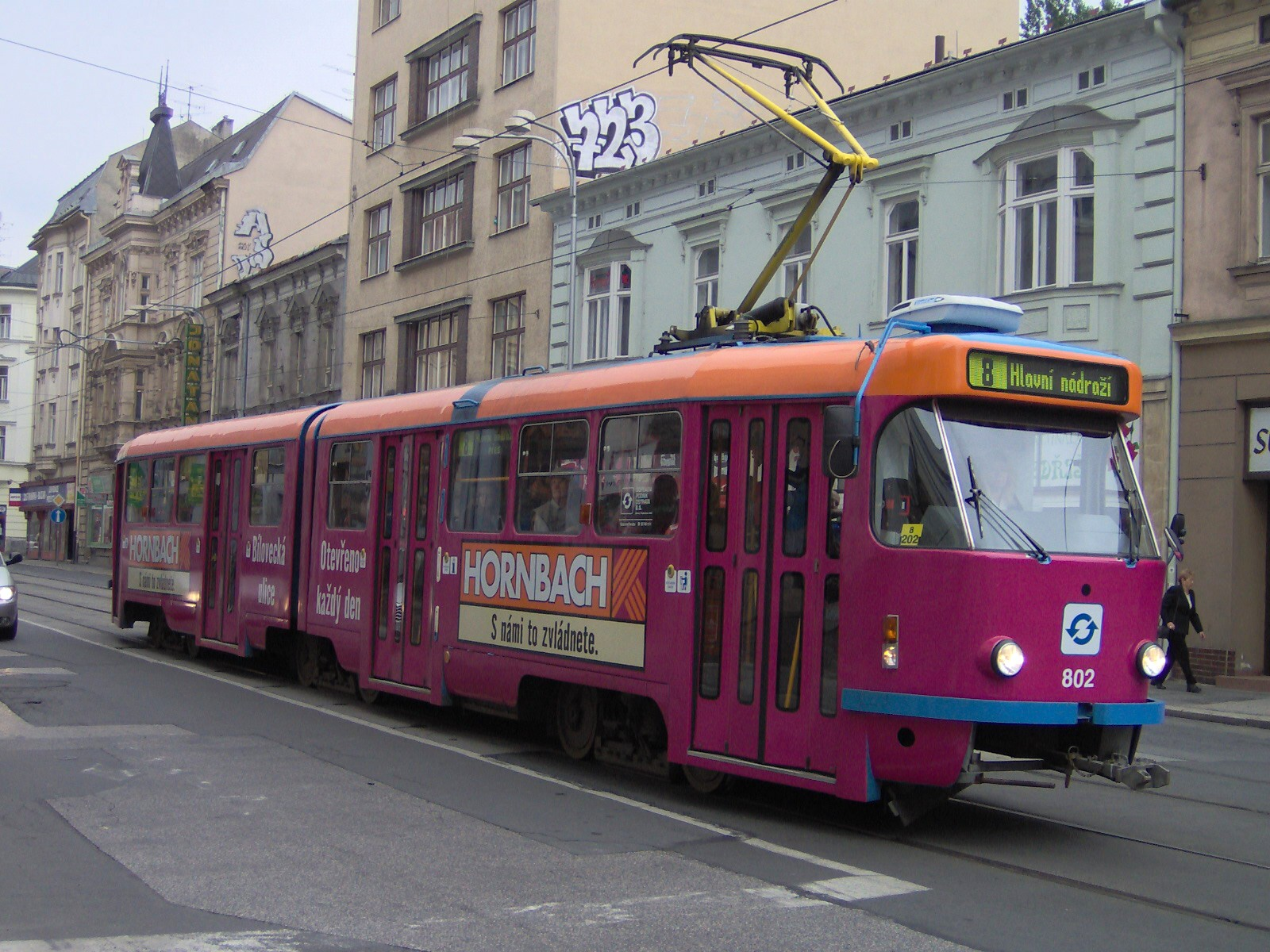
Modernisierter Gelenktriebwagen K2P

### 1970er und 1980er Jahre
Die neue Zentralwerkstatt in Martinov wurde am 15. Juli 1969 mit dem Gleisnetz verbunden (seit dem 1. August 1970 bis heute an der Schleife Martinov). In den folgenden zwei Jahrzehnten wurden in erster Linie Strecken zu neuen Wohngebieten gebaut, wie die Strecke nach Dubin (1985) und die Verbindung zwischen Postamt und Wasserturm in Zábřeh (1987). Im Gegensatz dazu wurden einige Strecken stillgelegt (beispielsweise vom Kino Edison nach Hrabov oder die ehemaligen Bahnstrecken nach Klimkovice im Jahr 1977 und Hlučín im Jahr 1982). Im Jahr 1972 wurde der Gütertransport eingestellt.
In den 1980er Jahren wurden zwei Triebwagen Tatra K2YU und 127 des Typs Tatra T3SUCS geliefert, so dass die Wagen des Typs T1 ausgemustert werden konnten.

### Seit 1990

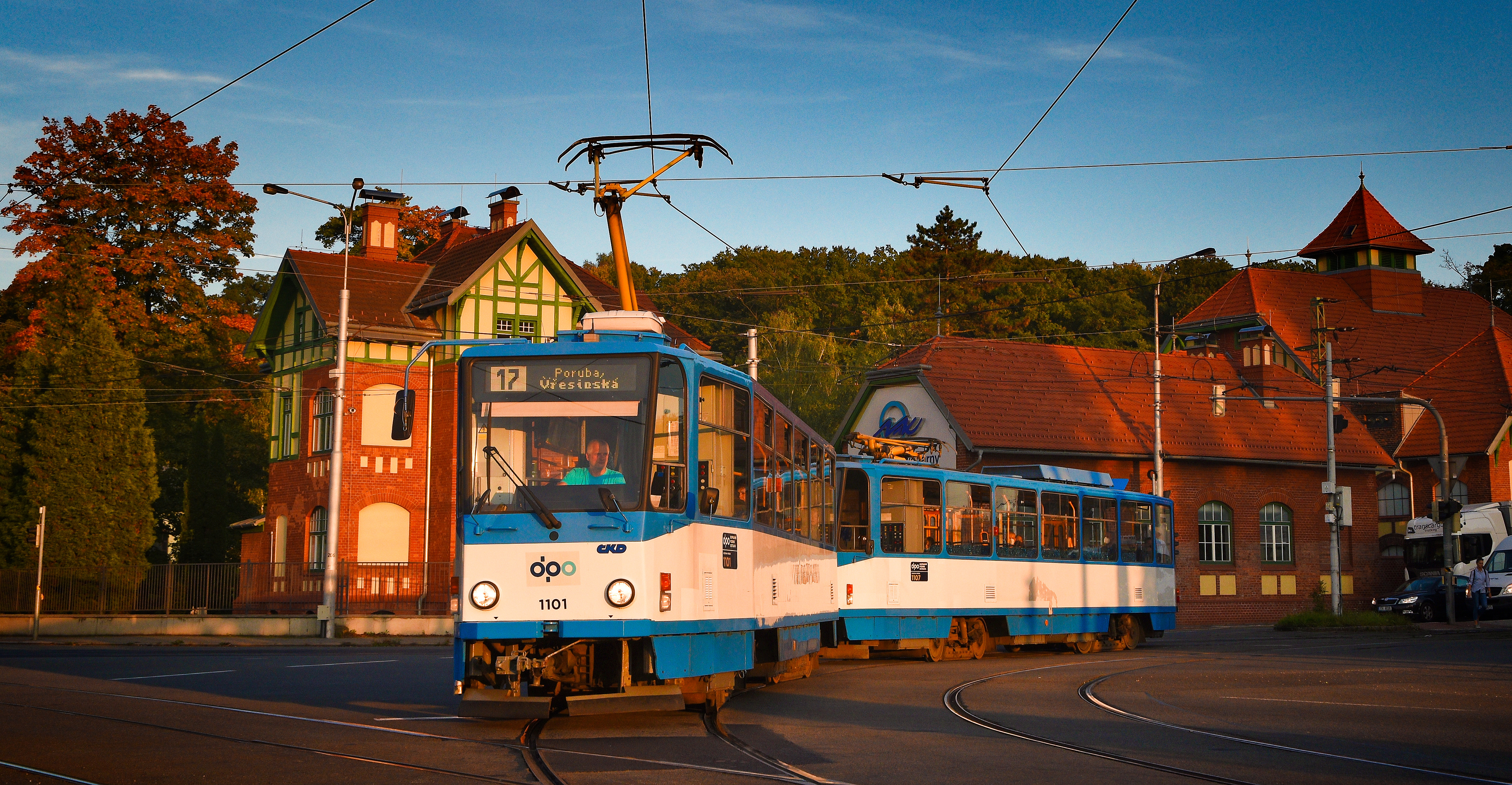
Straßenbahnzug Typ T6A5

Die augenfälligste Änderung bei der Straßenbahn Ostrava infolge der Samtenen Revolution und der Veränderung der sozio-ökonomischen Bedingungen war der Wechsel der Lackierung von Rot und Creme nach Weiß, Blau und Gelb. Die 1990er Jahre brachten sowohl eine Verbesserung der öffentlichen Verkehrsmittel in Ostrava als auch den Stopp des Baus neuer Straßenbahnstrecken. Das änderte sich im Jahr 1999, als der letzte Abschnitt der Strecke entlang der Straße Místecká eröffnet wurde. Im Jahr 2001 feierte die elektrische Straßenbahn in der Stadt ihr hundertjähriges Bestehen.
Bereits im Jahr 1989 wurde der erste dreiteilige Gelenktriebwagen Tatra KT8D5 nach Ostrava geliefert, ein Jahr später folgten weitere 15 Wagen dieses Typs. Von 1994 bis 1998 wurden 38 Triebwagen des Typs Tatra T6A5 gekauft. Zwischen 1998 und 2001 wurden 14 niederflurige Straßenbahnwagen Škoda 03T erworben. 9 Wagen vom Typ Inekon 01 Trio folgten in den Jahren 2002 bis 2004. Seit 2005 werden sukzessive die alten Triebwagen des Typs T3 durch neue Niederflurwagen ersetzt.

## Betriebshöfe

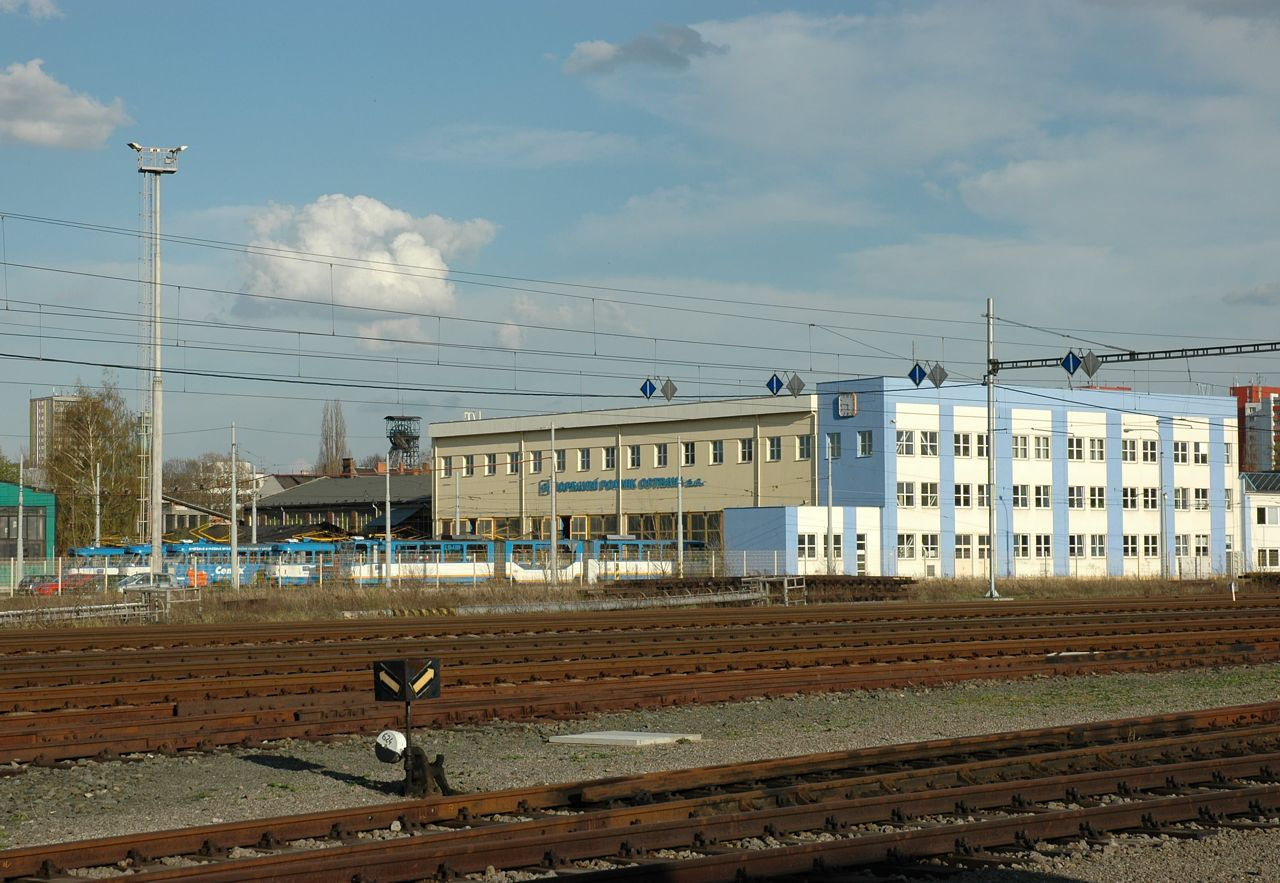
Depot Moravská Ostrava

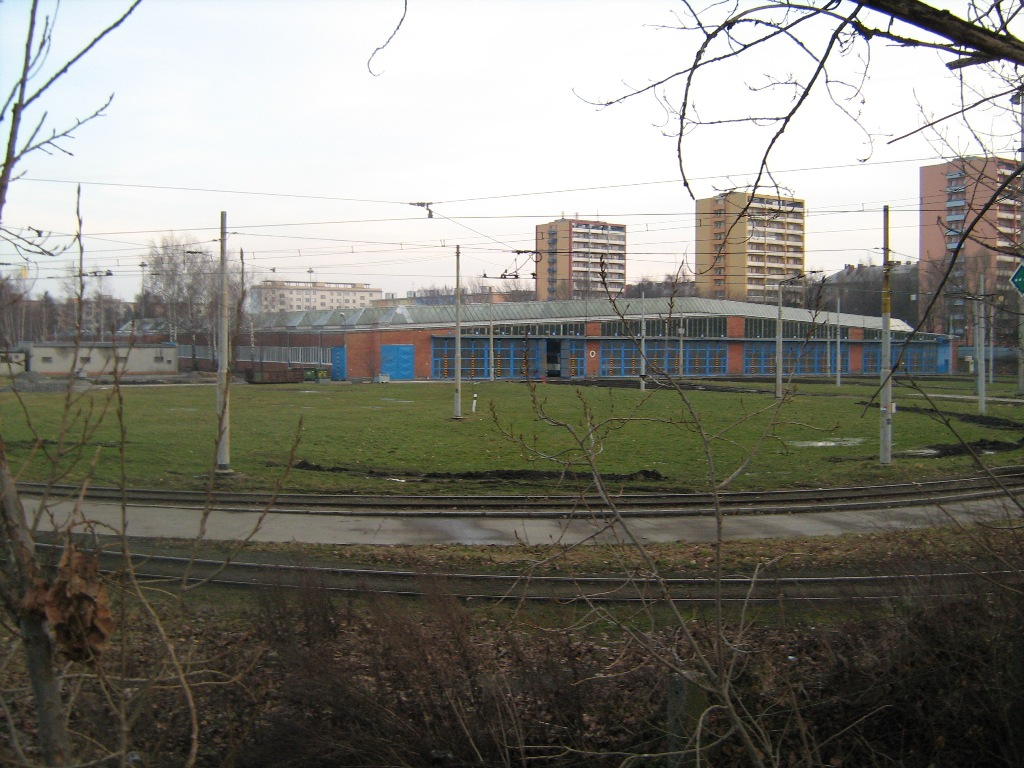
Depot Poruba

### Depot Moravská Ostrava
Dieser Betriebshof befindet sich an der Křivá-Straße und wird auch oft nach ihr bezeichnet. Er wurde zwischen 1928 und 1929 gebaut und am 5. Dezember 1929 in Betrieb genommen. Er war nicht durchgängig befahrbar, da in Ostrava nur Zweirichtungswagen eingesetzt wurden. Seine Kapazität betrug 100 Wagen, die auf zehn 100 Meter langen Gleisen abgestellt werden konnten.
Zwischen 1948 und 1954 wurde das Depot um vier zusätzliche Gleise unter einem Holzdach erweitert. Dieser Schuppen wurde bei einem Brand im Jahr 1967 zerstört. Das Dach über den vier Gleisen wurde erst 1992 wieder aufgebaut. Nach der Niederschlagung des Prager Frühlings verschlechterte sich der Zustand des Gebäudes nach und nach. Zwischen 1999 und 2001 wurde es endlich renoviert. Teil dieser Rekonstruktion war auch die Erweiterung der überdachten Abstellgleise.

### Depot Poruba
Dieser Betriebshof befindet sich im Stadtteil Poruba an der Opavská-Straße. Das neue Depot wurde gebaut, um zusätzliche Abstellkapazitäten für die neuen Straßenbahnwagen vom Typ Tatra T1 zu schaffen, außerdem brauchten diese Wagen eine modernere Ausstattung.
Der Bau des Depots begann 1955, im Jahr 1960 wurde der Dienst aufgenommen, 1962 waren alle Bauten fertiggestellt. Der Betriebshof war durchfahrbar und besaß insgesamt 24 Gleise. Die Kapazität wurde offiziell mit 192 Wagen angegeben, aber diese Zahl berücksichtigt auch Reparaturgleise und andere Dienstgleise. Nach Fertigstellung des Depots wurden hier bevorzugt die Tatrawagen abgestellt.

## Wagenpark
In Ostrava werden folgende Wagentypen eingesetzt:
| Bild | Typ                     | Modifikationen und Subtypen                                     |
| ---- | ----------------------- | --------------------------------------------------------------- |
|      | Tatra T3                | Tatra T3SUCS, Tatra T3G, Tatra T3R.E, Tatra T3R.P, Tatra T3R.EV |
|      | Tatra KT8D5             | Tatra KT8D5R.N1                                                 |
|      | Škoda 03T               | (Markenname Astra)                                              |
|      | Inekon 01 Trio          |                                                                 |
|      | VV60LF                  |                                                                 |
|      | Vario LF                |                                                                 |
|      | Vario LF2               |                                                                 |
|      | Vario LF3               |                                                                 |
|      | Vario LF3/2             |                                                                 |
|      | Vario LF2+              |                                                                 |
|      | nOVA                    |                                                                 |
|      | Škoda ForCity Smart 39T |                                                                 |

Im Januar 2011 waren 272 Wagen im Fahrgastbetrieb. Außerdem besitzt das Unternehmen einige Arbeitsfahrzeuge.

## Historische Fahrzeuge
Mehrere historische Wagen der Straßenbahn Ostrava sind erhalten. Einige von ihnen sind im Besitz der Dopravní podnik Ostrava (DPO) verblieben, andere sind Exponate des Technischen Museum in Brünn.
Außerdem sind in Košice Wagen vom Typ Tatra T1 (Nr. 203) und T2 (Nr. 219) aus Ostrava erhalten (allerdings nicht im Originalzustand, sondern wie bei ihrem Einsatz in Košice restauriert). Ein Beiwagen (Nr. 99) ist in Olomouc erhalten.

## Linien
Diese Linienführung ist gültig seit dem 1. September 2021:
| Linie | Tages- verkehr | Nacht- verkehr | Linienweg |
| ----- | -------------- | -------------- | --- |
| 1     | X              |                | Hlavní nádraží – Náměstí S. Čecha – Muglinovská – Křižíkova – Důl Jindřich – Stodolní – Elektra – Karolina – Náměstí Republiky – Don Bosco – Dolní Vítkovice Hlubina – Dolní Vítkovice – Český dům – Důl Jeremenko – Kolonie Jeremenko – Moravská – Dřevoprodej – Hrabůvka, kostel – Hrabůvka, Poliklinika – Josefa Kotase – Antonína Poledníka – Václava Jiřikovského – Dubina                                                                   |
| 2     | X              | X              | Hlavní nádraží – Náměstí S. Čecha – Muglinovská – Křižíkova – Důl Jindřich – Stodolní – Elektra – Karolina – Náměstí Republiky – Don Bosco – Dolní Vítkovice Hlubina – Dolní Vítkovice – Vítkovice, Mírové nám. – Stará ocelárna – Ředitel. Vítkovic – SPORT ARÉNA – Karpatská – Horymírova – Zábřeh, OC – Zábřeh, vodárna – Kotva – Kino Luna – 29. dubna – Nové Výškovice – Výškovice                                                           |
| 3     | X              |                | Dubina – Václava Jiřikovského – Antonína Poledníka – Josefa Kotase – Hrabůvka,Poliklinika – Hrabůvka,kostel – Provaznická – Jubilejní kolonie – Most Čs. armády – Městský stadion – SPORT ARÉNA – Ředitel.Vítkovic – Stará ocelárna – Vítkovice,Mírové nám. – Pohraniční – Vagonka – Mariánské náměstí – Prostorná – Hulváky – Nová Ves, vodárna – Svinov, mosty – Třebovice, OC – Třebovická – Telekom.škola – Poruba, vozovna                   |
| 4     | X              | X              | Nová huť již.brána – Nová huť hl.brána – Nová huť učiliště – Vratimovská – Kunčičky,kostel – Osada Míru – Teplotechna – Hranečník – Důl Zárubek – U Hradu – Výstaviště – Karolina – Náměstí Republiky – Krajský úřad – Dům energetiky – Mariánské náměstí – Prostorná – Hulváky – Nová Ves, vodárna – Svinov, mosty – Třebovice, OC – Třebovická – Sokolovská – Čistírny – Bedřicha Nikodéma – Dílny DP Ostrava – Martinov                        |
| 5     | X              |                | Poruba, Vřesinská – Poruba, koupaliště – Vřesina – Vřesina, Nová Plzeň – Krásné Pole – Dolní Lhota, U Obory – Dolní Lhota – Dolní Lhota, osada – Horní Lhota – Budišovice, Zátiší |
| 6     | X              |                | Mor. Ostrava,Plynárny – Důl Jindřich – Stodolní – Elektra – Karolina – Náměstí Republiky – Don Bosco – Dolní Vítkovice – Český dům – Důl Jeremenko – Kolonie Jeremenko – Nádraží Vítkovice – Rodinná – Kpt. Vajdy – Rodimcevova – Zábřeh, vodárna – Kotva – Kino Luna – 29. ubna – Nové Výškovice – Výškovice |
| 7     | X              | X              | Výškovice – Nové Výškovice – 29. dubna – Kino Luna – Kotva – Zábřeh, vodárna – Zábřeh, OC – Horymírova – Karpatská – SPORT ARÉNA – Palkovského – Hulvácká – Ferona – Střelnice – Nová Ves, vodárna – Nová Ves, vodárna – Svinov, mosty – Třebovice, OC – Třebovická – Telekom.škola – Poruba, vozovna – Rektorát VŠB – Hlavní třída – Fakultní nemocnice – Poruba, Vřesinská                                                                      |
| 8     | X              |                | (Přívoz, Hlučínská – Důl Odra – Sad B. Němcové) – Hlavní nádraží – Náměstí S. Čecha – Muglinovská – (Plynárny) – Křižíkova – Důl Jindřich – Stodolní – Elektra – Karolina – Náměstí Republiky – Krajský úřad – Dům energetiky – Mariánské náměstí – Prostorná – Hulváky – Nová Ves, vodárna – Svinov, mosty – Třebovice, OC – Třebovická – Telekom.škola – Poruba, vozovna – Rektorát VŠB – Hlavní třída – Fakultní nemocnice – Poruba, Vřesinská |
| 10    | X              |                | Hranečník – Výstaviště – Karolina – Náměstí Republiky – Don Bosco – Dolní Vítkovice – Důl Jeremenko – Dřevoprodej – Hrabůvka, kostel – Hrabůvka, Poliklinika – Josefa Kotase – Antonína Poledníka – Václava Jiřikovského – Dubina |
| 11    | X              | X              | Mor. Ostrava,Plynárny – Důl Jindřich – Stodolní – Elektra – Karolina – Náměstí Republiky – Krajský úřad – Dům energetiky – Mariánské náměstí – Prostorná – Hulváky – Nová Ves,vodárna – Střelnice – Ferona – Hulvácká – Palkovského – SPORT ARÉNA – Městský stadion – Most Čs. Armády – Nádraží Vítkovice – Rodinná – Kpt.Vajdy – Rodimcevova – Zábřeh, vodárna – Kotva – Kino Luna – Svornosti – Zábřeh                                          |
| 12    | X              |                | Hranečník – Důl Zárubek – Výstaviště – Karolina – Náměstí Republiky – Krajský úřad – Dům energetiky – Mariánské náměstí – Vagonka – Pohraniční – Vítkovice, Mírové nám. – Stará ocelárna – Ředitel.Vítkovic – Palkovského – Dolní – Tylova – Rodinná – ÚMOb Jih – Náměstí Ostrava-Jih – Josefa Kotase – Antonína Poledníka – Václava Jiřikovského – Dubina                                                                                        |
| 14    | X              |                | Přívoz,Hlučínská – Důl Odra – Sad B. Němcové – Muglinovská – Křižíkova – Důl Jindřich – Stodolní – Elektra – Výstaviště – Hranečník – Osada Míru – Vratimovská – Nová huť učiliště – Nová huť hl.brána – Nová huť již.brána |
| 15    | X              |                | Dubina – Václava Jiřikovského – Antonína Poledníka – Josefa Kotase – Náměstí Ostrava-Jih – ÚMOb Jih – Rodinná – Kpt.Vajdy – Rodimcevova – Zábřeh, vodárna – Kotva – Kino Luna – 29. dubna – Nové Výškovice – Výškovice |
| 17    | X              |                | Dubina – Václava Jiřikovského – Antonína Poledníka – Josefa Kotase – Náměstí Ostrava-Jih – ÚMOb Jih – Rodinná – Tylova – Dolní – Hulvácká – Ferona – Střelnice – Nová Ves, vodárna – Nová Ves, vodárna – Svinov, mosty – Třebovice, OC – Třebovická – Telekom.škola – Poruba, vozovna – Rektorát VŠB – Hlavní třída – Fakultní nemocnice – Poruba, Vřesinská                                                                                      |
| 18    |                | X              | Hlavní nádraží – Náměstí S.Čecha – Muglinovská – Křižíkova – Důl Jindřich – Stodolní – Elektra – Karolina – Náměstí Republiky – Krajský úřad – Dům energetiky – Mariánské náměstí – Prostorná – Hulváky – Nová Ves, vodárna – Střelnice – Ferona – Hulvácká – Dolní – Tylova – Rodinná – ÚMOb Jih – Náměstí Ostrava-Jih – Josefa Kotase – Antonína Poledníka – Václava Jiřikovského – Dubina                                                      |
| 19    |                | X              | Dubina – Václava Jiřikovského – Antonína Poledníka – Josefa Kotase – Hrabůvka, Poliklinika – Hrabůvka, kostel – Provaznická – Jubilejní kolonie – Most Čs. armády – Městský stadion – SPORT ARÉNA – Ředitel.Vítkovic – Stará ocelárna – Vítkovice, Mírové nám. – Mariánské náměstí – Prostorná – Hulváky – Nová Ves, vodárna – Svinov,mosty – Třebovice,OC – Třebovická – Sokolovská – Čistírny – Bedřicha Nikodéma – Dílny DP Ostrava – Martinov |